# Cartercar Company
A Cartercar Company foi uma fabricante de veículos automotores que destacou pela produção de automóveis equipados com transmissão por disco de atrito (um tipo de transmissão continuamente variável - Câmbio CVT) produzido entre 1906 e 1916.

## História
Foi fundada por Byron J. Carter que, em 1901, construiu o seu primeiro protótipo de veículo equipado com transmissão por disco de atrito na cidade de Jackson (Michigan).
Em 1906, a produção foi transferida de Jackson para para Detroit (Michigan).
Em 1909, a produção foi transferida para Pontiac (Michigan).
Em 26 de outubro de 1909, a Cartercar foi adquirida pela General Motors     .
Entre 1906 e 1916, foram produzidas diferentes modelos equipados com diferentes tipos de motores que forneciam entre 20 e 40 HP de potência.